# Literaturpreis für historische Erzählungen
Rekishi bungaku-shō (japanisch 歴史文学賞, deutsch: Literaturpreis für historische Erzählungen) war ein japanischer Literaturpreis, der von 1976 bis 2007 jährlich vom Verlag Shin Jinbutsu Ōraisha (新人物往来社) vergeben wurde. Ausgezeichnet wurden herausragende historische Kurzgeschichten und Zeitromane. Die Preisverleihung war an den populären Zeitschriftentitel Rekishi dokuhon (歴史読本) gekoppelt.

## Hintergrund
Die Auszeichnung wurde 1976 von der auf historische Themen spezialisierten Verlagsgesellschaft Shin Jinbutsu Ōraisha ins Leben gerufen, die durch die Herausgabe von populärwissenschaftlicher Geschichtsliteratur und historischen Romanen bekannt wurde. Der Wettbewerb richtete sich an unveröffentlichte Manuskripte historischer Kurzprosa und war öffentlich ausgeschrieben. Die Preisvergabe wurde 2007 nach der 32. Runde eingestellt. Im Jahr 2013 wurde der Verlag in das Unternehmen Chūkei Shuppan (中経出版) integriert.

## Auswahlverfahren
Der Wettbewerb war als öffentlicher Aufruf konzipiert. Jährlich wurden mehrere hundert Beiträge eingereicht, die in einem mehrstufigen Verfahren von einer prominent besetzten Jury ausgewählt wurden. In vielen Jahren wurden neben dem Hauptpreis auch ein oder mehrere „Anerkennungspreise“ (佳作, Kasaku) vergeben.

## Preisträger
| Jahr                             | Preisträger/in                                  | Originaltitel          | Deutscher Titel (frei)                 |
| -------------------------------- | ----------------------------------------------- | ---------------------- | -------------------------------------- |
| 1976                             | Miki Ichirō                                     | 『重い雨』             | Schwerer Regen                         |
| 1977                             | Matsumoto Sachiko                               | 『閑谷の日日』         | Tage in Shizutani                      |
| 1978                             | –                                               | (kein Preis vergeben)  |                                        |
| 1979                             | Shimokawa Enshi                                 | 『八代目団十郎の死』   | Der Tod des achten Danjūrō             |
| 1980                             | Izumi Jun                                       | 『火田の女』           | Die Frau von Hiden                     |
| 1981                             | Kawakami Naoshi                                 | 『氷雪の花』           | Die Blume aus Eis und Schnee           |
| 1982                             | –                                               | (kein Preis vergeben)  |                                        |
| 1983                             | Shinoda Tatsuaki                                | 『にわか産婆・漱石』   | Natsume Sōseki als Nothebamme          |
| 1984                             | Takaichi Shunji                                 | 『花評者石山』         | Der Blumenrezensent Ishiyama           |
| 1985                             | Uchimura Mikiko                                 | 『今様ごよみ』         | Neuer Kalender                         |
| 1986                             | Asada Kōzō                                      | 『首化粧』             | Kopfschminke                           |
| 1987                             | –                                               | (kein Preis vergeben)  |                                        |
| 1988                             | Egu Miya Takayuki                               | 『経清記』             | Chronik des Tsunekiyo                  |
| 1989                             | –                                               | (kein Preis vergeben)  |                                        |
| 1990                             | Kanō Azami                                      | 『博浪沙異聞』         | Die Geschichte vom Bakurōsa            |
| 1991                             | Narumi Kaze                                     | 『円周率を計算した男』 | Der Mann, der die Kreiszahl berechnete |
| 1992                             | Kazeno Machio                                   | 『黒牛と妖怪』         | Das schwarze Rind und der Yōkai        |
| 1993                             | Azusawa Kaname                                  | 『喜娘』               | Die Tänzerin                           |
| 1994                             | Azuma Hideki                                    | 『鹿鳴館の肖像』       | Das Bildnis des Rokumeikan             |
| 1995                             | Furai Bō (Nom de plume von Numaguchi Katsuyuki) | 『孤愁の仮面』         | Maske der Einsamkeit                   |
| 1996                             | Bessho Makiko                                   | 『雪はことしも』       | Auch dieses Jahr Schnee                |
| 1997                             | Ma Mari                                         | 『天保の雪』           | Schnee der Tenpō-Zeit                  |
| 1998                             | Watanabe Fusao                                  | 『桜田門外十万坪』     | Zehntausend Tsubo vor dem Sakurada-Tor |
| 1999                             | Jōno Takashi                                    | 『妖怪の図』           | Abbild des Yōkai                       |
| 2000                             | Inui Hiroshi                                    | 『北夷の海』           | Das Meer der Nordbarbaren              |
| 2001                             | Matsuura Tetsu                                  | 『伊奈半十郎上水記』   | Wasserleitungsbericht des Ina Hanjūrō  |
| 2002                             | Uematsu Misato                                  | 『桑港にて』           | In San Francisco                       |
| 2003                             | Iwai Sanshiji                                   | 『村を助くは誰ぞ』     | Wer hilft dem Dorf?                    |
| 2004                             | Hamuro Rin                                      | 『乾山晩愁』           | Kensans Melancholie                    |
| 2005                             | Kin Shigeaki                                    | 『三別抄耽羅戦記』     | Die Schlacht von Tamna                 |
| 2006                             | Noda Mariko                                     | 『孤軍の城』           | Burg der letzten Verteidiger           |
| 2007                             | Anō Gaku                                        | 『風歯』               | Windzahn                               |
| Quelle: World of Literary Prizes |                                                 |                        |                                        |

Die deutschen Titel sind freie Übersetzungen zum besseren Verständnis.